# Anders Andersen (Noruega)

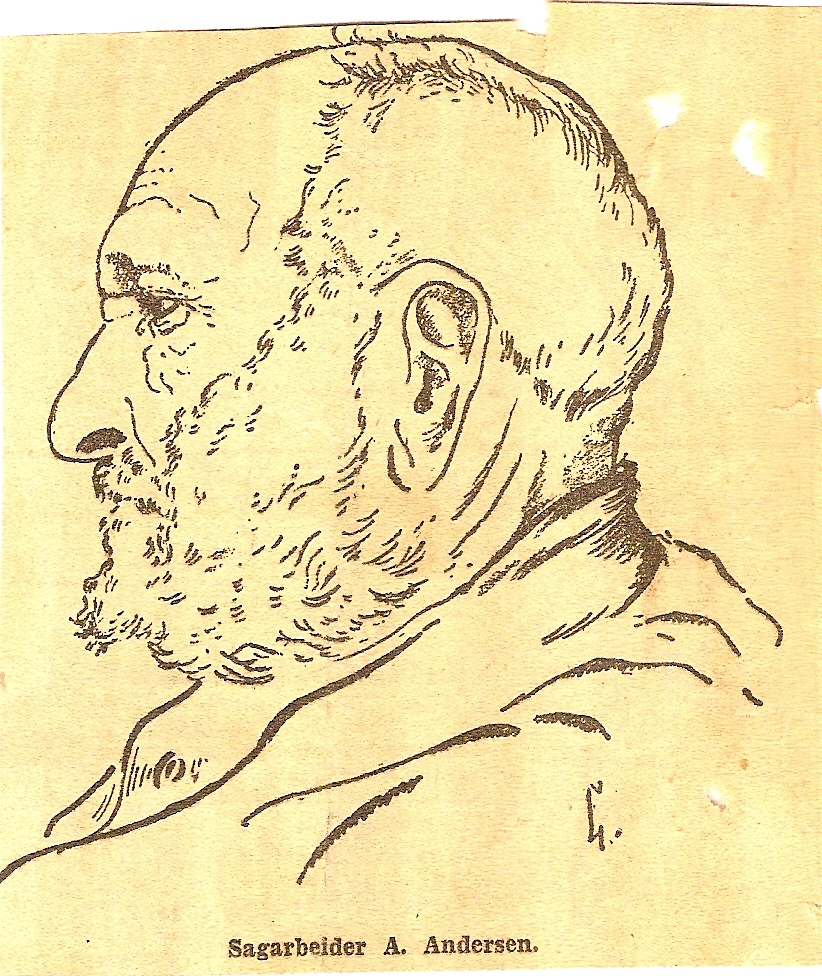
Andersen en 1927.

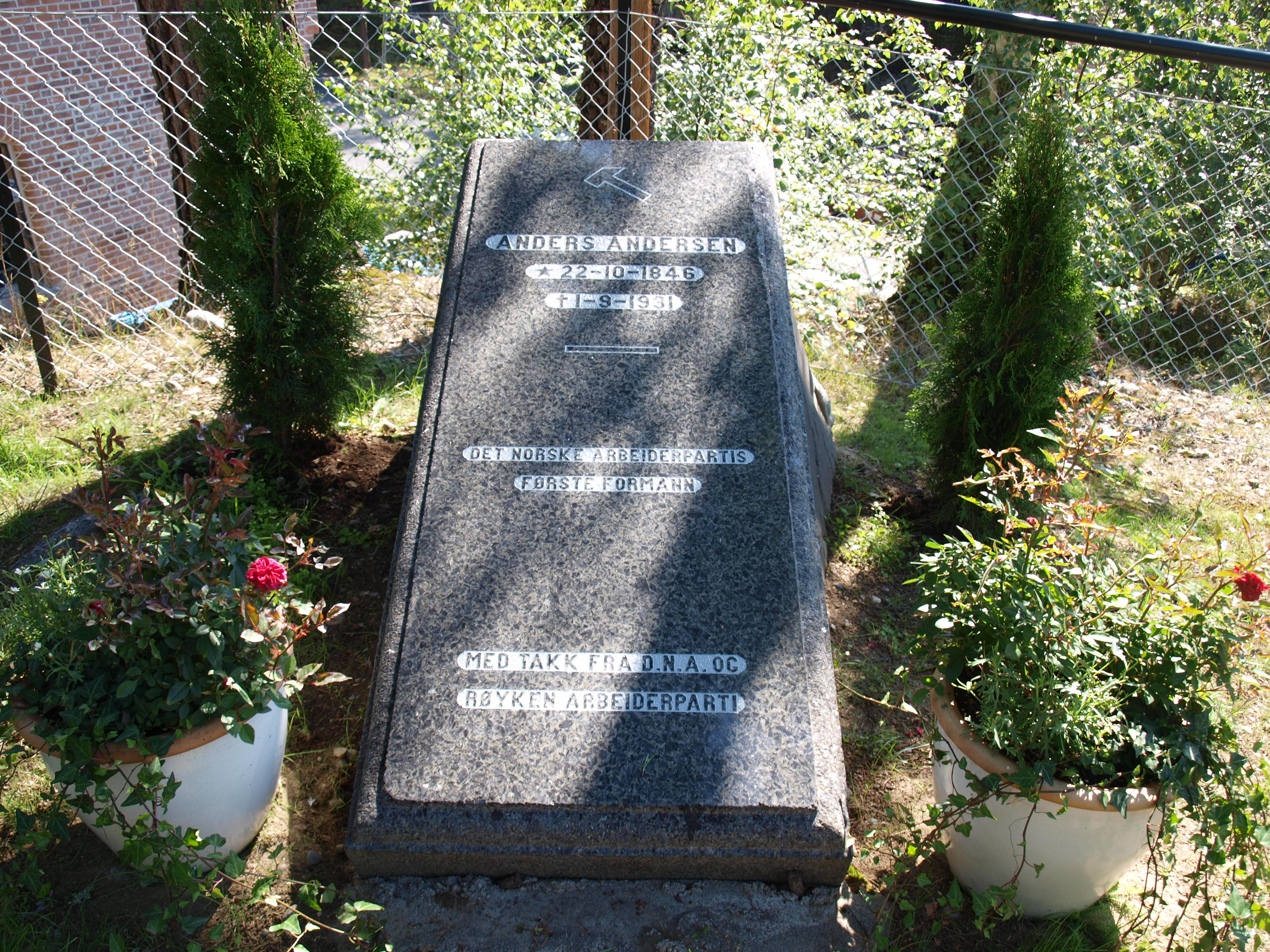
Lápida de Anders Andersen

Anders Andersen (22 de octubre de 1846 – 1 de septiembre de 1931) fue un obrero de aserradero noruego, miembro fundador y primer líder del Partido Laborista noruego.
Nació en las afueras de Hønefoss en Ringerike. Durante 1868, él se mudó hacia Arendal, donde vivió durante 20 años. Fue miembro de un grupo obrero local recientemente fundado llamado Samhold, llegando a ser su primer dirigente en 1887. Sin embargo, el grupo dejó de existir debido a circunstancias locales y no alcanzó a obtener representación en el próximo congreso de partidos.
En 1889, Andersen se fue de Arendal y se asentó en Røyke,donde trabajó como administrador en una granja. Siguió activo en movimientos obreros, como miembro del consejo municipal y sindicalista. Su liderazgo en el Partido Laborista fue tan poco conocido, que ni siquiera sus colegas en la ciudad sabían de su cargo. Andersen falleció en 1931, a los 85 años de edad. Después de su muerte, el Partido Laborista pagó por una lápida en su tumba. Posteriormente su sepultura fue trasladada al Museo de Kistefos en Jevnaker, Oppland. Cada 1 de mayo, es homenajeado en Noruega.